# L'ora dei grandi vermi
L'ora dei grandi vermi (The Ganymede Takeover), ripubblicato anche come La conquista di Ganimede, è un romanzo di fantascienza scritto nel 1967 da Philip K. Dick e Ray Nelson.

## Trama
L'azione è ambientata nel Tennessee, stato del Sud con forte connotazione di razzismo e arretratezza.
La Terra è stata invasa da grossi molluschi telepatici provenienti da Ganimede.
Essendo sprovvisti di braccia, i ganimediani sono serviti da altre creature. Uno di loro, Mekkis, si era opposto all'invasione della Terra per via di una profezia che parlava di un'"oscurità incombente"; ma la vittoria dei ganimediani ha fatto sì che sia caduto in discredito. Proprio per questo gli viene affidato un incarico sgradevole, e cioè governare il Tennessee, dove è attivo un gruppo di partigiani neri guidati da un leader musulmano di colore, Percy X.
Joan Hiashi è in cerca di Percy X, col prestesto di registrare autentica musica afroamericana; in realtà vuole individuare la sua posizione perché possa essere catturato dai terrestri asserviti ai ganimediani, tra cui il sordido proprietario terriero Gus Swenesgard.
Un'altra organizzazione di resistenza, che si cela dietro l'Associazione mondiale di psichiatria, cerca invece di proteggere Percy e invia a sventare la trama di Joan lo psichiatra Paul Rivers.
Nonostante Percy, che ha poteri telepatici, riesca a smascherare Joan, egli cade nelle mani del perfido psichiatra Rudolph Balkani assieme alla donna. I due sono liberati e sostituiti da simulacri. I terroristi di Percy sono dotati di armi psichiche, comprese bombe che cancellano la mente e altre che causano allucinazioni, e logorano con le loro scorrerie i sostenitori bianchi dei ganimediani.
Balkani uccide il simulacro di Joan con una botta in testa, poi si suicida perché ha completato il suo grande trattato sull'oblio, e ritiene di aver raggiunto lo scopo della sua vita. Percy X viene persuaso da Mekkis, un ganimediano ribelle, a usare la bomba che cancella la mente, prima che gli altri alieni comincino a spazzare via l'umanità. L'effetto dell'ordigno è devastante anche per i terrestri, ma Paul Rivers riesce a convincere Joan, emotivamente azzerata e per questo immune alla bomba, a spegnere l'arma prima che sia troppo tardi.
I ganimediani sono tutti morti; la Terra torna nelle mani degli uomini. Gus Swenesgard, un tempo lacchè dei ganimediani, deve ora leggere alla televisione un discorso scritto dall'associazione degli psichiatri col quale si autonomina reggente del pianeta, ma va in crisi davanti alle telecamere. S'intuisce che gli verrà permesso di governare sotto il controllo dell'associazione, ma Paul si chiede se questo non possa portare a una nuova tirannia.

## Edizioni
- Philip K. Dick, The Ganymede Takeover, Ace Books, 1967,  p. 157.
- Philip K. Dick, L'ora dei grandi vermi, traduzione di Luciana Agnoli Zucchini, collana Urania n° 479, Arnoldo Mondadori Editore, 1968.
- Philip K. Dick, La conquista di Ganimede, traduzione di Tommaso Pincio, collana Collezione Immaginario Philip K. Dick, Fanucci Editore, 1967,  p. 200.